# Гердер, Август фон
Сигизмунд Август Вольфганг фон Гердер (нем. August von Herder; 18 августа 1776, Бюккебург — 29 января 1838, Дрезден) — немецкий геолог и минералог, сын знаменитого философа Иоганна Готфрида Гердера.

## Биография
Сигизмунд Август Вольфганг фон Гердер родился 18 августа 1776 года в семье философа Иоганна Готфрида Гердера (1744—1803) и его жены Марии Каролины Гердер (урождённой Флаксланд; 1750—1809). Он был вторым ребёнком из семи детей в семье. Его крёстными родителями были Иоганн Вольфганг фон Гёте, Иоганн Георг Гаман и Матиас Клаудиус, среди прочих.
Август фон Гердер в 1795 году поступил в Йенский университет, в 1796 году переехал в Геттинген, а с 1797 года поступил в Горную академию во Фрайберге к Аврааму Готтлобу Вернеру. За этим последовало дальнейшее обучение в Виттенбергском университете, которое он окончил в 1802 году со степенью доктора философии. В том же году его отец получил дворянство, в результате чего дворянский титул «Фон Гердер» перешёл и к его детям.
Организовав Панкинский металлургический завод ещё в 1809 году от имени саксонского короля и герцога Варшавского Фридриха Августа III, Август фон Гердер в 1811 году изложил свои планы по улучшению добычи полезных ископаемых в Польше, разработанные с Фридрихом фон Цедтвицем, за что в 1816 году король возвёл его в ранг свободного лорда. В частности, Гердеру было поручено урегулировать особые условия совместного владения королевским горным Величка между Саксонией и Австрией, однако переговоры постоянно затягивались.
Проживая с 1813 года во Фрайберге, Гердер разработал предложения по возрождению горнодобывающей промышленности в королевстве Саксония. За этим последовал карьерный рост — после назначения вице-берггауптманом (1819) он стал берггауптманом (1821) — завершившийся в 1826 году назначением Гердера оберберггауптманом, высшим должностным лицом горного государства Саксонии.
При Гердере добыча полезных ископаемых в Саксонии возобновилась благодаря внедрению нового оборудования. Он продвигал использование битуминозного угля в металлургии и внедрение газового освещения. В то же время обучение в Горной академии было значительно более качественным благодаря его вкладу в научные исследования и более строгим критериям приёма.
В 1827 году Август фон Гердер организовал выпуск горной академией календаря для саксонских горняков.
Август фон Гердер спроектировал глубокую штольню в Мейсене, но она не была реализована. Только после его смерти было начато строительство штольни Ротшенберга, которая была короче и давала на 90 м меньше места.
Находясь в Сербии, Гердер заболел тяжёлым ревматизмом; курортное пребывание в Карловых Варах принесло лишь небольшое улучшение. Для лечения кишечного расстройства он вернулся в Дрезден. Август фон Гердер скончался 29 января 1838 года за несколько дней до операции.

## Семья
17 июня 1805 года Август фон Гердер женился на вдовствующей графине Сюзанне Софи Бергер в Шнееберге. У них в браке родился единственный сын Ойген Вольфганг фон Гердер (1810—1853), который впоследствии стал геологом и политиком.